# ペイトン・ジョードン
ペイトン・ジョードン（Peyton Jaudon、1831年5月21日 - 1896年12月23日）は、明治時代にお雇い外国人として来日したアメリカ合衆国の教育者である。

## 経歴・人物
ルイジアナ州のニューオーリンズ出身。維新直後の1868年（明治元年）日本政府の招聘により来日した。横浜アメリカ商会に勤務しながら、1871年（明治4）5月に外務省のお雇いとなった。同時期に東京開成学校（現在の東京大学）で英語の教鞭を執ったと推定されているが、定かではない。
その後同省付属の西洋語学所及び学習院（後の華族学校）にも雇われ、英語及びフランス語の教鞭を執った。この業績により、1878年（明治11年）7月から1895年（明治28年）12月に退職するまで太政官（現在の内閣官）に赴任し、外国語の書写及び翻訳に携わった。1885年（明治18年）には当時遣清特派全権大使であった伊藤博文やヘルマン・ロエスエルと共に清朝へ訪問した。
この業績により、ジョードンは明治天皇より勲四等を授与された。1896年（明治29年）日本で死去した。